# براق توزن آتاج
براق تُوزُن آتاج (بالتركية: Berrak Tüzünataç)‏ (مواليد 2 نوفمبر 1984 في يالوفا)، هي ممثلة تركية بدأت مسيرتها الفنية عام 2005.

## حياتها
انتقلت براق إلى إسطنبول في عام 1995 مع عائلتها والتحقت بمدرسة كوش. في عام 2004 بدأت بدراسة إدارة الأعمال في جامعة اسطنبول. عملت كمذيعة على قناة ون تي في.

## الأعمال
- إيزيل
- القاع
- لغز الماضي
- فيلينتا مصطفى

## وصلات خارجية
- براق توزن آتاج على موقع IMDb (الإنجليزية)
- براق توزن آتاج على موقع قاعدة بيانات الفيلم (الإنجليزية)